# В'язання

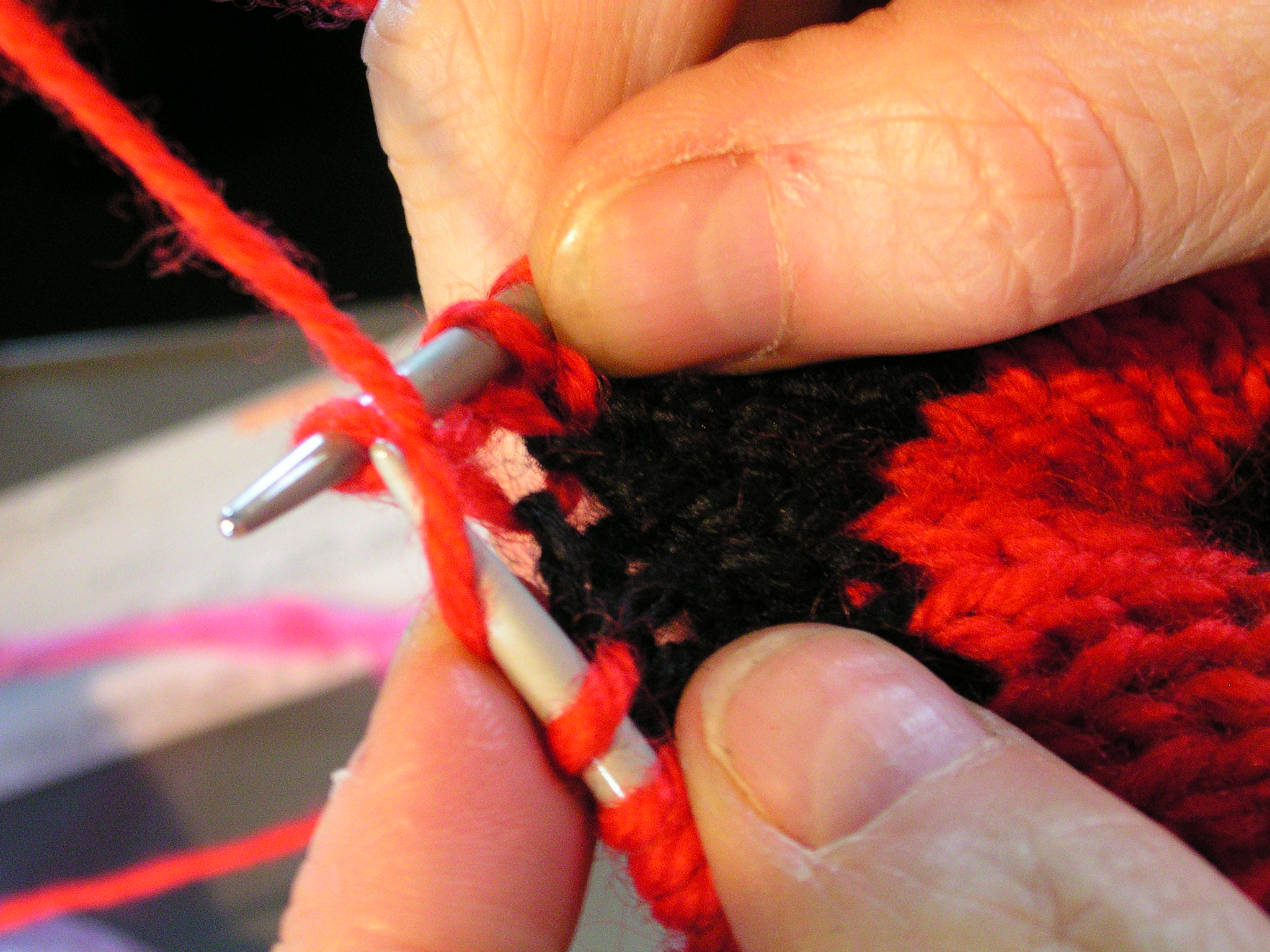
В'язання на спицях

В'язання — процес виготовлення виробів (зазвичай елементів одягу) з безперервних ниток шляхом згинання їх у петлі й з'єднання петель одна з одною за допомогою нескладних інструментів вручну (в'язальний гачок, шпиці, голка) або на спеціальній машині (механічне в'язання).

## Історія
В'язані шкарпетки, знайдені в коптських гробницях, датуються IV—V ст., Найдавніші (III ст., Епоха Прато-Наска) плетені речі Нового світу виявлені в Перу. Висока якість виконання речей з могил коптів дозволяє вважати, що техніка в'язання була відома набагато раніше. У 1867 році Вільям Фелкін висунув гіпотезу, що в'язання було відоме ще за часів Троянської війни. Згідно з Фелкіном, убір, який героїня «Одіссеї» Пенелопа розпускала кожну ніч, насправді не ткали, а в'язали, тому що тільки в останньому випадку розпущена нитка не деформується, а сам процес вимагає трохи часу. Те, що в «Одіссеї» використовується термін «ткання» Фелкін пояснював неточністю перекладу і помилками переписувачів. Зображення на давньогрецьких вазах полонених троянців у вузьких, облягаючих штанях, дають підстави деяким дослідникам стверджувати, що в'язання було відоме вже грекам.
Можливо, що зображений у Келлській книзі (бл. 800 р.) пророк Даниїл одягнений у вузькі штани (прообраз сучасних модних), пов'язані Аранським візерунком

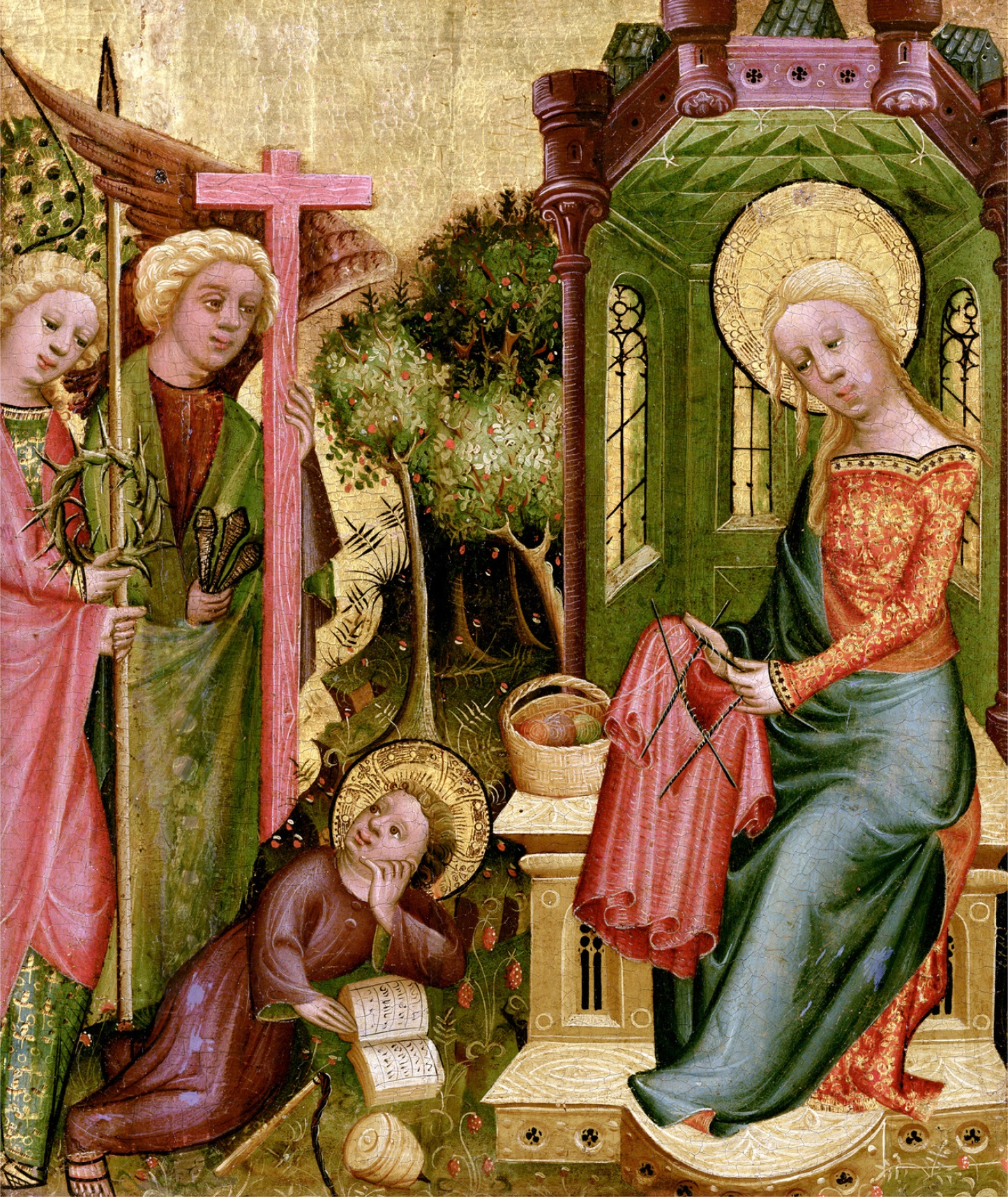
Діва Марія за в'язанням. Бертран фон Мінден. Вівтар з Букстехуде.

У Скандинавії в епоху вікінгів практикувалося в'язання дерев'яною або кістяною голкою — більш трудомісткий вид створення трикотажного полотна, ніж гачком або спицями. Полотно, в'язане голкою, неможливо розпустити, потягнувши за кінчик нитки. Археологічні знахідки фрагментів речей, виконаних в цій техніці з Англії (Коппергейт), Фінляндії (Кокомакі), Німеччини (Мамма), Норвегії (Осло), Росії (Новгород) датуються X—XI ст. Способів в'язання голкою налічується близько тридцяти. При розкопках знайдені лише невеликі речі, виконані в цій техніці (рукавиці, шкарпетки, головні пов'язки). Вчені це пояснюють тим, що в'язання голкою — процес досить повільний, великі вироби виглядають не так виграшно, як ткані, а робоча нитка бралася досить коротка, і доводилося робити багато з'єднань, що зменшувало міцність полотна. Традиція в'язання голкою зберігалася в місцевостях із суворим кліматом аж до кінця XX століття.
У центральній і південній Європі мистецтво в'язання відродилося в XIII в.. У гробницях принців з роду де ла Серда в абатстві Санта-Марії-ла-Реаль-де-Лас-Хюлгас виявлені плетені з шовкових ниток рукавички і наволочки. Причому щільність в'язаного полотна наволочок порівнянна з щільністю сучасного трикотажу машинної в'язки — близько двадцяти петель на дюйм.
У XVI столітті в Іспанії було широко поширене в'язання панчіх, тоді ж прийшла мода на в'язані рукавички. Перша гільдія, яка об'єднує в'язальників, була створена в Парижі в 1527 році. В'язальна машина для виготовлення панчіх була винайдена в Англії священиком Вільямом Лі в 1589 році.

## В'язання на спицях

### Інструменти і матеріали

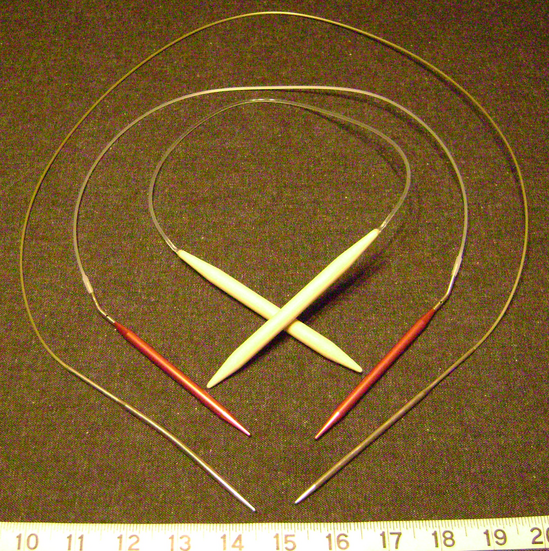
Круглі спиці

Для в'язання використовуються спиці з різного матеріалу: металеві, пластикові, дерев'яні. Бажано, щоб спиця на одному з кінців мала обмежувач для запобігання зісковзування петель. Для отримання циліндричного безшовного полотна застосовуються або кільцеві спиці (з'єднані гнучким зв'язком), або комплект з чотирьох (п'яти) спиць, де між трьома (чотирма) спицями розподіляються петлі виробу, а ще одна використовується як робоча. Джгути, коси, різні переплетення виконуються за допомогою допоміжної спиці або петлеутримувача.
Плоске в'язане полотно виконується на двох спицях, або на кільцевих. Воно в'яжеться в прямому і зворотному напрямках і має лицьову і виворітну сторони. Циліндричне полотно в'яжеться по колу тільки по лицьовій стороні.
Спиці не повинні бути дуже гострими, щоб не розщеплювати нитки і не поранити руки, ні занадто тупими, щоб не ускладнювати введення робочої спиці в петлю. Для позначення розміру спиць застосовуються номери, що відповідають її діаметру в міліметрах (наприклад, спиця № 4 має діаметр 4 мм).

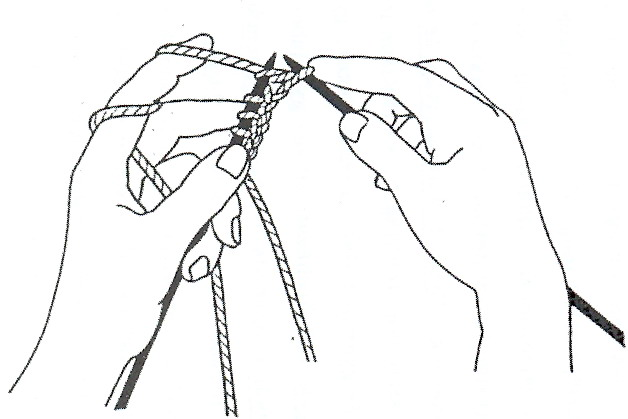
Континентальний (німецький) спосіб.

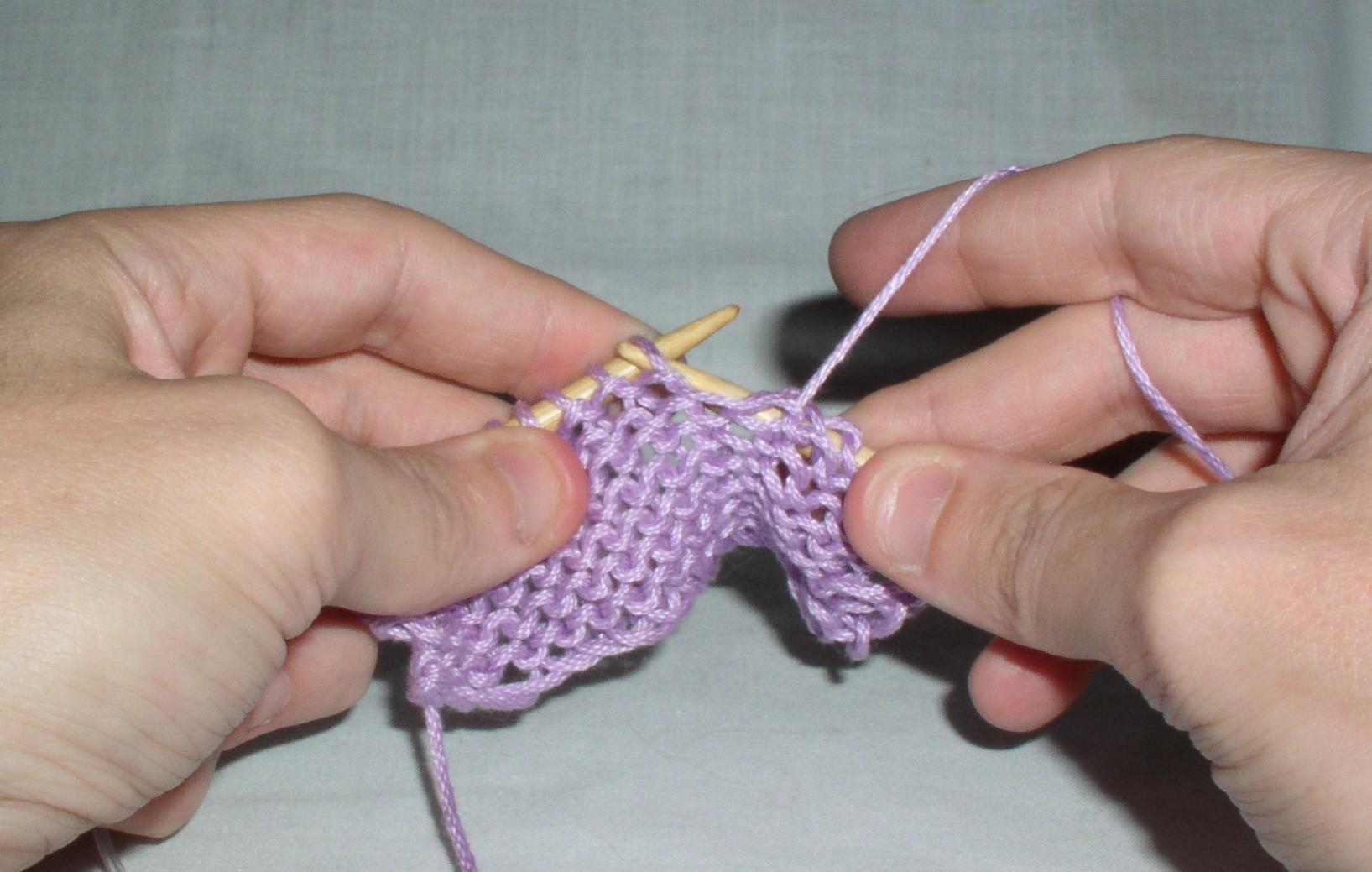
Англійський спосіб.

Діаметр спиць вибирається відповідно до товщини пряжі, зазвичай у співвідношенні 2:1. Проте, залежно від того, який виріб передбачається отримати, можливі варіації. При плетінні тонкими спицями з товстої пряжі полотно виходить більш щільним, спицями ж великого діаметра з тонких ниток — пухке, ажурне.
Пряжа для в'язання використовується найрізноманітніша: лляна, бавовняна, вовняна, синтетична, сумішева, фасонна. Для того щоб уникнути перекосу трикотажного полотна, не слід застосовувати для виробів, виконуваних кулірною (панчішною) гладдю, сильно кручені нитки.

### Основні види петель

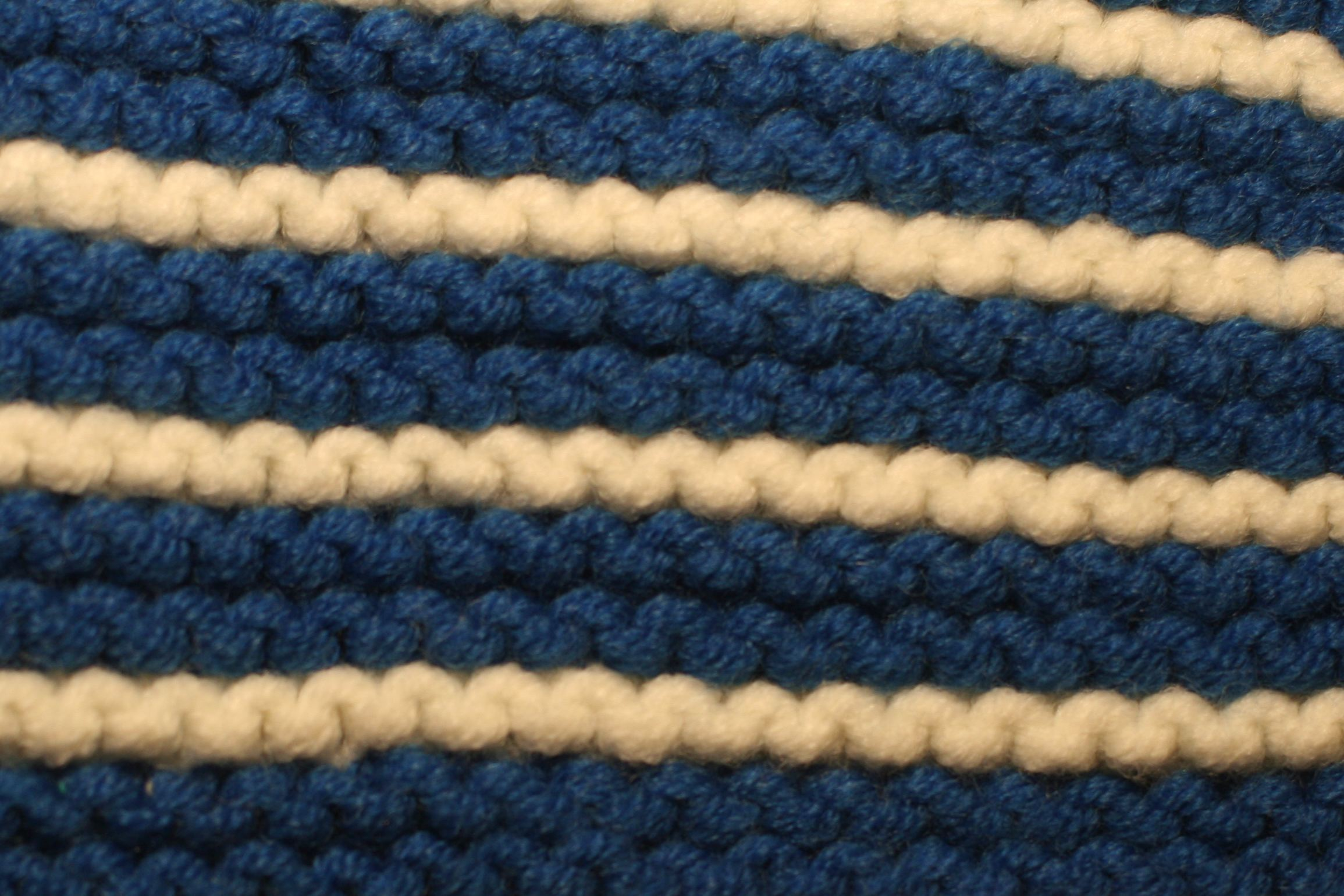
Хусткова в'язка.

Основні види петель — лицьова, виворітна, накид, крайкова. З їх допомогою створюється все різноманіття візерунків трикотажу, в'язаного на спицях.
Перш ніж почати роботу над виробом, необхідно зв'язати зразок розміром близько 10х10 см. З його допомогою визначається кількість петель і рядів на сантиметр в'язаного полотна, що дозволяє досягти точності в розмірах вироби.

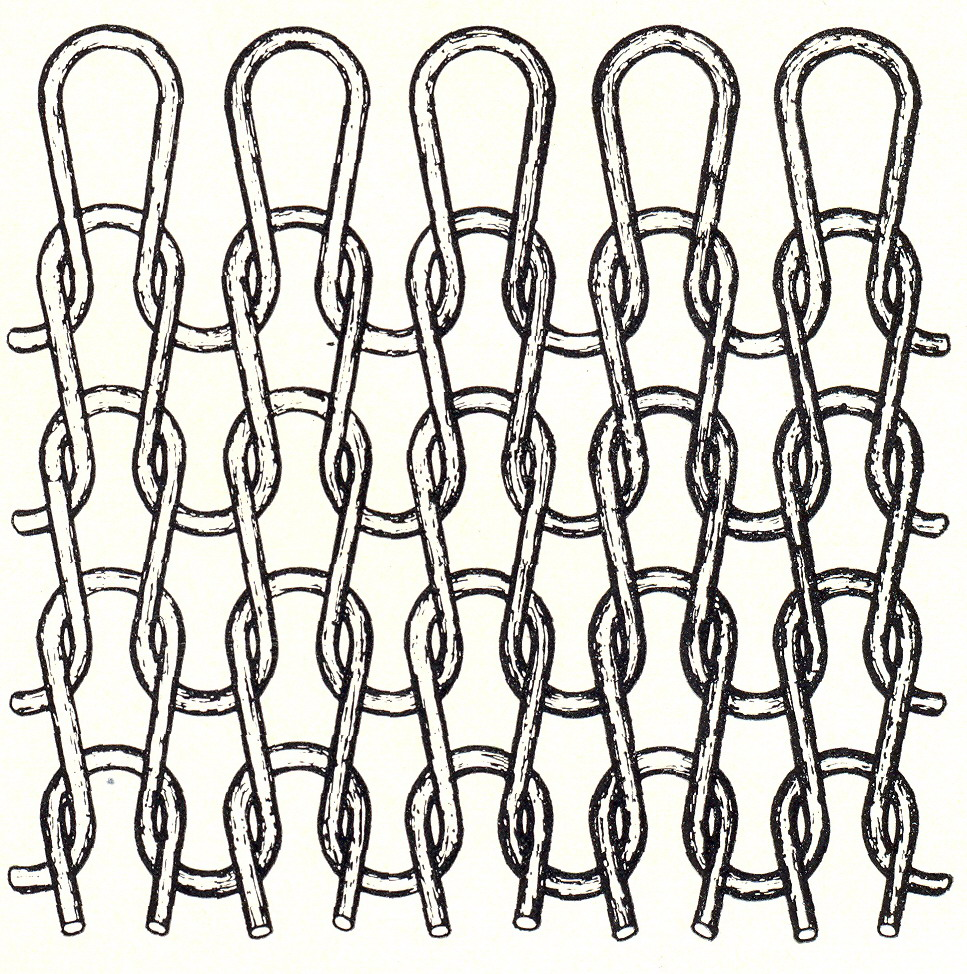
Лицьова гладь.

Процес в'язання на спицях починається з набору необхідної кількості петель на дві складені спиці — створення початкового ряду. Після набору одна з спиць (робоча) виймається, а петлі залишаються на спиці, яка береться в ліву руку. Існує два способи в'язання: англійський, коли нитка від клубка (робоча) утримується правою рукою і, при утворенні нової петлі, підхоплюється правою спицею, і німецький (континентальний) — робоча нитка знаходиться в лівій руці і накидається на праву спицю.
Вив'язування лицьовій петлі — робоча нитка розташовується за полотном. Права спиця вводиться зліва направо в петлю на лівій спиці, захоплюється накид і витягується. На правій спиці залишається лицьова петля, петля ж з лівої спиці (попереднього ряду) скидається. При в'язанні лицьовими петлями по особових рядах і виворітними по виворітній утворюється гладке полотно (лицьова гладь) з вертикальними смугами, що нагадують коси. Така в'язка називається також панчішною або кулірною гладдю. При в'язанні лицьовими петлями і в лицьових і у виворітних рядах виходить товстіше полотно з горизонтальними смугами — ця в'язка називається хустковою. Витягнута лицьова петля виходить, якщо робоча спиця вводиться не в петлю попереднього ряду, а на ряд (два, три і т. д.) нижче.
Вив'язування виворітної петлі — відповідає вив'язуванню лицьовою петлі, але робоча нитка розташовується перед полотном, а робоча спиця вводиться справа наліво. Чергуванням лицьової і виворітної при непарній кількості петель в ряду в'яжеться так звана гумка — дуже еластичне полотно. Гумкою звичайно вив'язуються низ і манжети светрів і кофт, а також вироби, сильно облягаючі фігуру.
Накид — робоча нитка накидається на праву спицю або підхоплюється нею. У виворітному ряду накид пров'язується як звичайна петля. Накиди застосовуються для утворення ажурного візерунка (з отворами в полотні) і для поповнення петель. Якщо при додаванні петель у візерунку небажані отвори, то в виворітного ряду накид пров'язується схрещеною петлею.

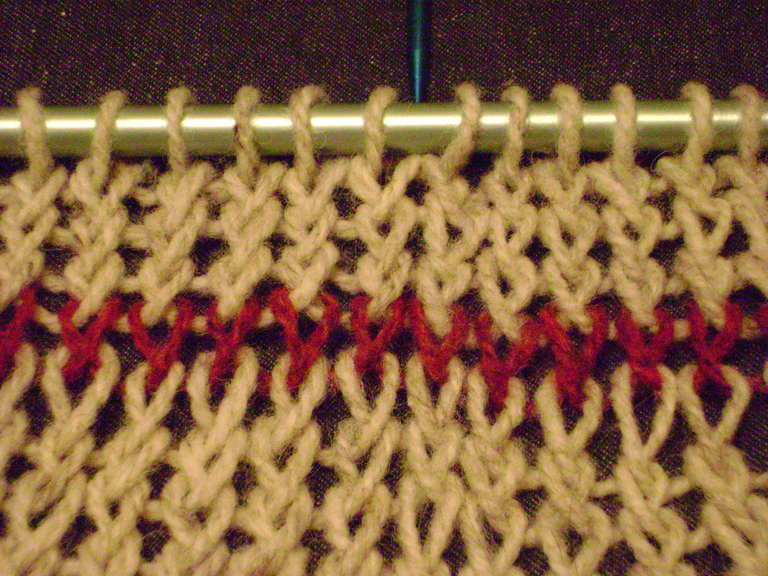
В'язане полотно з схрещених петель: в правій частині переплетення стінок петлі виконано направо, в лівій — наліво.

Вив'язування схрещеної петлі. Схрещеною називається та петля, стінки якої розташовані хрест-навхрест. Схрещена петля вив'язуються зі звичайних лицьових і виворітних петель. При пров'язуванні ряду виворітних петель за передню стінку, а наступного — лицьовими за задню стінку, петлі попереднього ряду стають схрещеними. Полотно зі схрещених петель зазвичай більш щільне і менше розтягується. З них в'яжуться речі, до міцності яких пред'являються особливі вимоги (шкарпетки, рукавиці і т. д.). Недолік в'язаного полотна зі схрещених петель — його перекіс (особливо це помітно при в'язанні панчішної гладдю), так як петлі повернені під кутом щодо його поверхні.

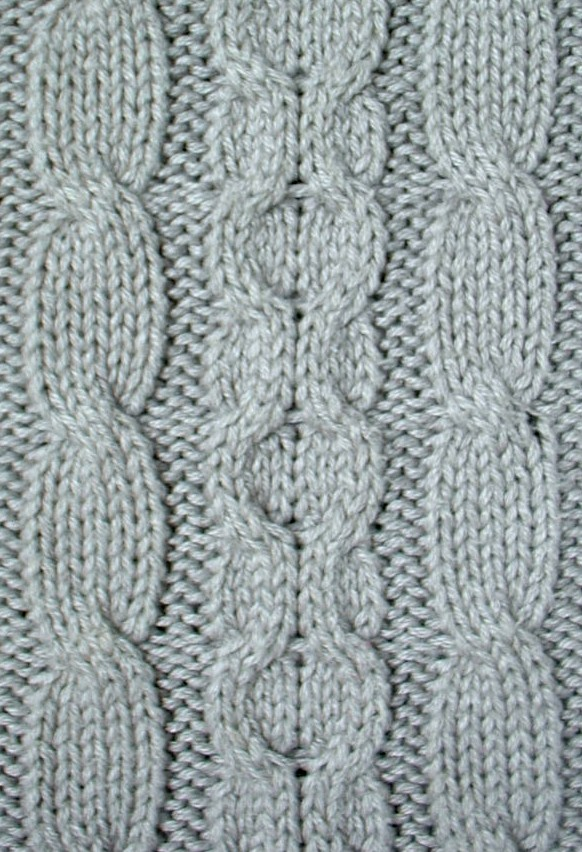
Зразок в'язки зі джгутами

Крайкова петля — петлі, з яких починаються і якими закінчуються ряди. Перша крайня петля знімається на робочу спицю без пров'язування. Остання петля кожного ряду пров'язується зворотною, якщо треба отримати рівний край в'язаного полотна або лицьовою петлею, якщо потрібно зубчастий край. При в'язанні пряжею різних кольорів першу петлю ряду при переході на інший колір слід пров'язати лицьовою, щоб закріпити нову нитку в крайці.
Знята петля — петля, знята на робочу спицю без пров'язування.
Зменшення і збільшення петель. При зменшенні петель дві петлі в'яжуться як одна. Для збавляння з нахилом вправо дві петлі пров'язуються як одна лицьова, з нахилом вліво — перша петля знімається непровязаною, друга пров'язується лицьовою і простягається через першу. Додаються петлі за допомогою накидів, що пров'язуються в наступному ряду як лицьова або виворітна.
Джгути і коси — виходять шляхом зміни порядку пров'язування петель: перша петля (петлі) знімається на допоміжну спицю і залишається за чи перед роботою. Пров'язується наступна за нею петля (петлі), після — петля (петлі) з допоміжної спиці.
В'язання нитками різного кольору

## В'язання гачком

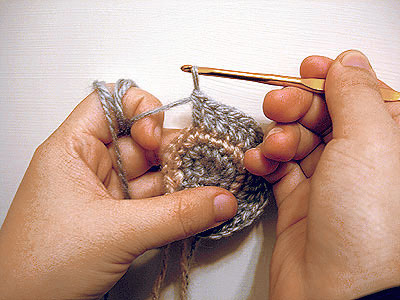
В'язання гачком по колу

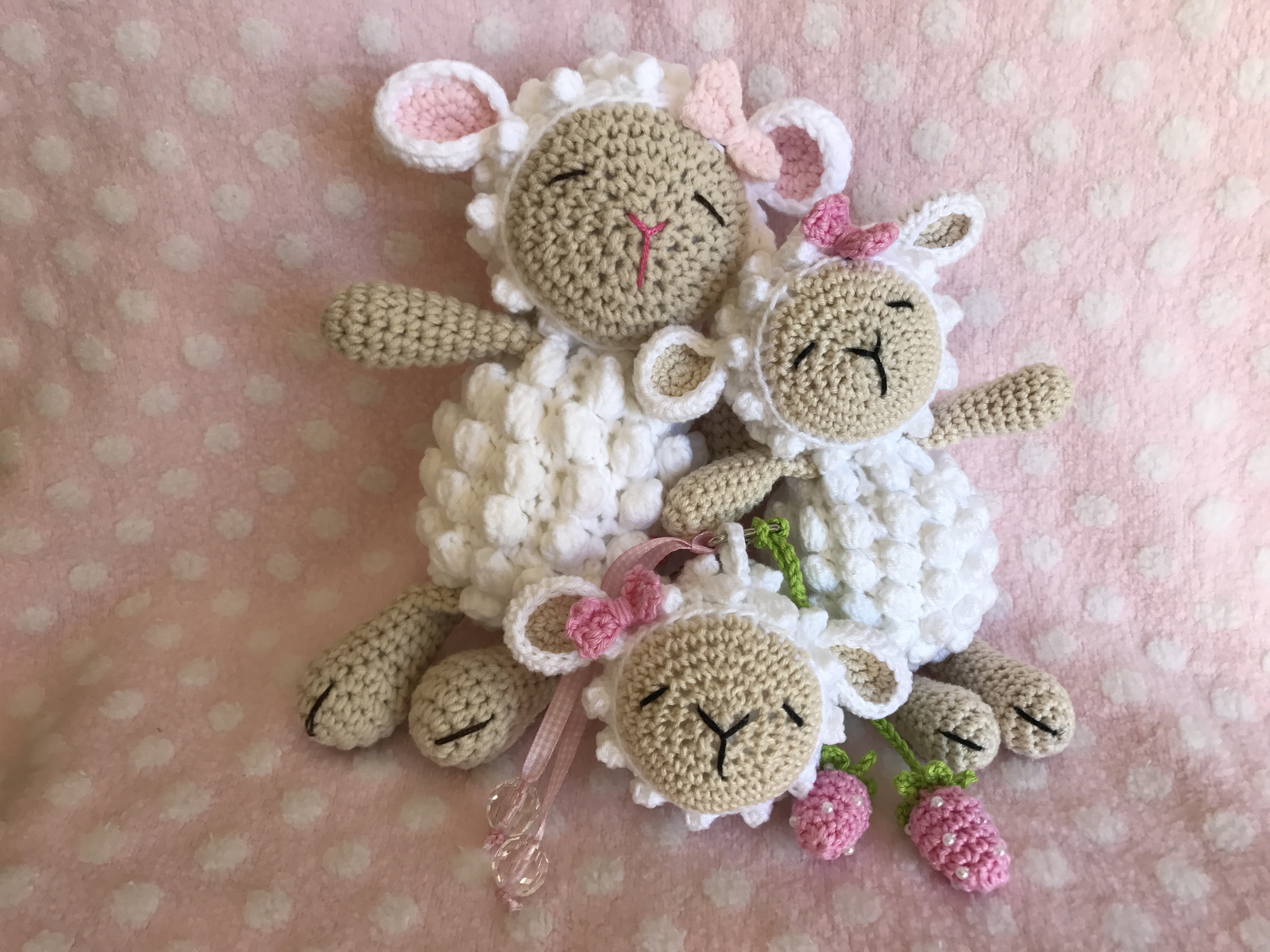
Аміґурумі

Процес виготовлення полотна або мережива вручну з ниток за допомогою в'язального гачка. 
В'язання або плетіння гачком як один з різновидів декоративно-прикладного мистецтва у нашій країні відоме з давніх-давен і з кожним роком все поширюється серед прихильників активного відпочинку.
Вважається легшим видом рукоділля в порівнянні з в'язанням спицями. При в'язанні гачком робоча нитка дотримується великим і вказівним пальцями лівої руки. Гачок тримається в правій руці великим і вказівним пальцями з опорою на третій палець. Нитка накидається на гачок, протягнуто у вільну петлю, і витягується через неї. Основні типи петель у в'язанні гачком: повітряна, напівстовпчик, стовпчик без накиду, стовпчик з накидом.
Великою перевагою в‘язаних виробів над тканими є те, що їх можна розпустити, якщо необхідно, і перев‘язати. 
Гачком можна в'язати будь які речі: одяг, елементи дизайну, іграшки, біжутерію, галантерею тощо.  

### Інструменти та матеріали
Основним інструментом для плетіння є гачок, що являє собою паличку однакової товщини по всій довжині або з потовщенням на ручці з гачком на кінці. Гачки бувають короткі (12-15 см) для звичайного в‘язання та довгі (30-35 см) для так званого туніського в‘язання. Гачок для туніського в'язання має дуже довгу ручку, на яку в процесі нанизуються петлі.
Розрізняють гачки з номерами залежно від товщини робочої частини — головки та стрижня, що прилягає до неї. Так, наприклад гачок № 2 має товщину головки й робочої частини 2 мм. Для в‘язання нитками різної товщини треба підбирати й гачки відповідних номерів.
На головці гачка з обох боків є підрізи. Глибина їх має бути такою, щоб нитка не зіскакувала з гачка під час в‘язання. Виготовляються гачки з різноманітних матеріалів: сталі, дерева, пластика. Важливо, щоб гачок був добре відполірований, а ручка — зручною, не виснажливою для руки.
В‘язання будь-якого візерунка починають з виконання ланцюжка, який утворює нижній край виробу.

## Види в'язання
- Ажурне в'язання
- В'язання на вилці
- В'язання гачком
- В'язання на спицях
- Туніське в'язання
- Філейне в'язання